# Leo Donath
Dr. Leo Donath (1888 - 1941), nacido en Hungría, fue un promotor de la natación y el waterpolo.

## Biografía
Graduado en la universidad inglesa de Oxford, al Dr. Leo Donath se le considera un genio como gestor en los primeros comienzos de la Federación Internacional de Natación (FINA). Fue secretario y tesorero de la organización y estuvo involucrado en FINA desde 1928 hasta su muerte en 1941.
Fue también nadador durante su estancia en la universidad de Oxford, superando en una competición de 1906 al dos veces campeón olímpico húngaro Zoltan de Halmay.
En 1911, Donath fue uno de los fundadores de la Federación Húngara de Natación. Gracias a la iniciativa de Donath se estableció la Liga Europea de Natación (LEN) en 1925, y fue elegido como el primer secretario general y tesorero. Gracias a su gestión se celebraron los primeros Campeonatos Europeos de Natación en 1926.